# Curtonotum decumanum
Curtonotum decumanum är en tvåvingeart som beskrevs av Mario Bezzi 1914. Curtonotum decumanum ingår i släktet Curtonotum och familjen Curtonotidae.
Artens utbredningsområde är Paraguay. Inga underarter finns listade i Catalogue of Life.